# Alepidosceles lucidula
Alepidosceles lucidula är en biart som beskrevs av Roig-alsina 1998. Alepidosceles lucidula ingår i släktet Alepidosceles och familjen långtungebin. Inga underarter finns listade i Catalogue of Life.